# Тарквиний Приск
Луций Тарквиний Приск (на латински: Lucius Tarquinius Priscus) според легендата е петият цар на Рим, който управлява от 616 до 579 пр.н.е.

## Произход и ранни години
Тарквиний Приск е роден в етруския град Тарквиния, но е грък по линия на баща си Демарат, който произхожда от гръцкия град Коринт. Тит Ливий твърди, че оригиналното му етруско име е Лукумон (Lucumo). След като наследява бащиното си богатство, Приск се опитва да навлезе в политиката, но въпреки че е богат и известен в град Тарквиния, на Приск е забранено да получи политическа длъжност заради етническата принадлежност на баща му. Недоволен от възможностите в Етрурия, Приск се премества Рим заедно с жена си Танаквил.
Според легендата Приск пристигнал в Рим на колесница с орел върху шапката си. Орелът полетял, а после пак кацнал на главата му. Съпругата му Танаквил, която разбирала от гадателство, изтълкувала това като знак за бъдещо величие. Благодарение на богатството, възпитаното си държание и мъдростта си Приск става един от най-влиятелните хора в Рим. Царят Анк Марций е впечатлен от Приск, назначава го за свой съветник и защитник на царските синове.

## Цар на Рим
След като Анк Марций умира, Тарквиний Приск взема властта по мирен път, като убеждава народното събрание, че той трябва да стане цар за сметка на синовете на Марций, които са все още малолетни.
Първата си война води срещу латините. Превзема с щурм латинския град Апиолае (Apiolae) и се завръща в Рим с голяма плячка.. Впоследствие латинските градове Корникулум (Corniculum), Фирулея (Firulea), Чамерия, Крустумерия, Америкола (Americola), Медулия и Номентум са победени и стават римски.
Военните му способности са са поставени на изпитание и от сабините. Атаката е отблъсната след кървави улични боеве в Рим. В последвалите мирни преговори Транквиний Приск получава град Колация и назначава племенника си Егерий Тарквиний за командир на римския гарнизон в града. Приск се завръща в Рим и празнува триумф за победата си над сабините. Според реконструкцията на Fasti Triumphales това се случва през 585 пр.н.е. Той е първият, който празнува военен триумф по етруски традиции, облечен в роба с пурпурен и златен цвят върху колесница, теглена от четири коня. Въвежда орела като военен символ на римската армия.
Тарквиний Приск увеличава броя на сенаторите на 200, като вкарва в сената 100 души от по-бедните фамилии. Между тях е фамилията Октавии, от която произлиза бъдещият римски император Октавиан Август. Тарквиний Приск удвоява и броя на членовете на центурианското събрание – броят им достига 1800 души.
Рим забогатява от успешните войни срещу съседните народи. Вероятно по това време започва изграждането на новите градски стени на Рим. Приск изгражда Циркус Максимус. Издигнати са частни седалки за сенатори и конници, както и места за гражданите. Според Тит Ливий коне и спортисти от Етрурия били изпратени като първи участници в станалите по-късно ежегодни игри. Приск построява дворец на хълма Палатин. По негово време започва строежа на храма на Юпитер на Капитолийския хълм. След тежки наводнения започва строежът на Клоака Максима (отводнителния канал на Рим). Приск построява Форума и полага началото на уличната система.

## Смърт
Транквиний Приск управлява 38 години. Междувременно вече възрастните синове на предшественика му Марций кроят планове за завземане на царския престол. Те уреждат покушение срещу царя, който е убит с удар на брадва по главата. Царица Танаквил осуетява опита на синовете на Марций да завземат властта, за цар е избран зетят на Приск – Сервий Тулий, женен за дъщеря му Тарквиния. Друга дъщеря на Приск, отново с името Тарквиния, е женена за Марк Юний Брут (баща на Луций Юний Брут).